# Quiindy
Quiindy é um distrito do Paraguai, Departamento Paraguari. Possui uma população de 16.074 habitantes. Sua economia é baseada na pecuária e agricultura de subsistência.

## Transporte
O município de Quiindy é servido pelas seguintes rodovias:
- Caminho em terra ligando a cidade ao município de Ybycuí
- Ruta 01, que liga a cidade de Assunção ao município de Encarnación (Departamento de Itapúa).[1][2][3]